# 查士丁尼大瘟疫

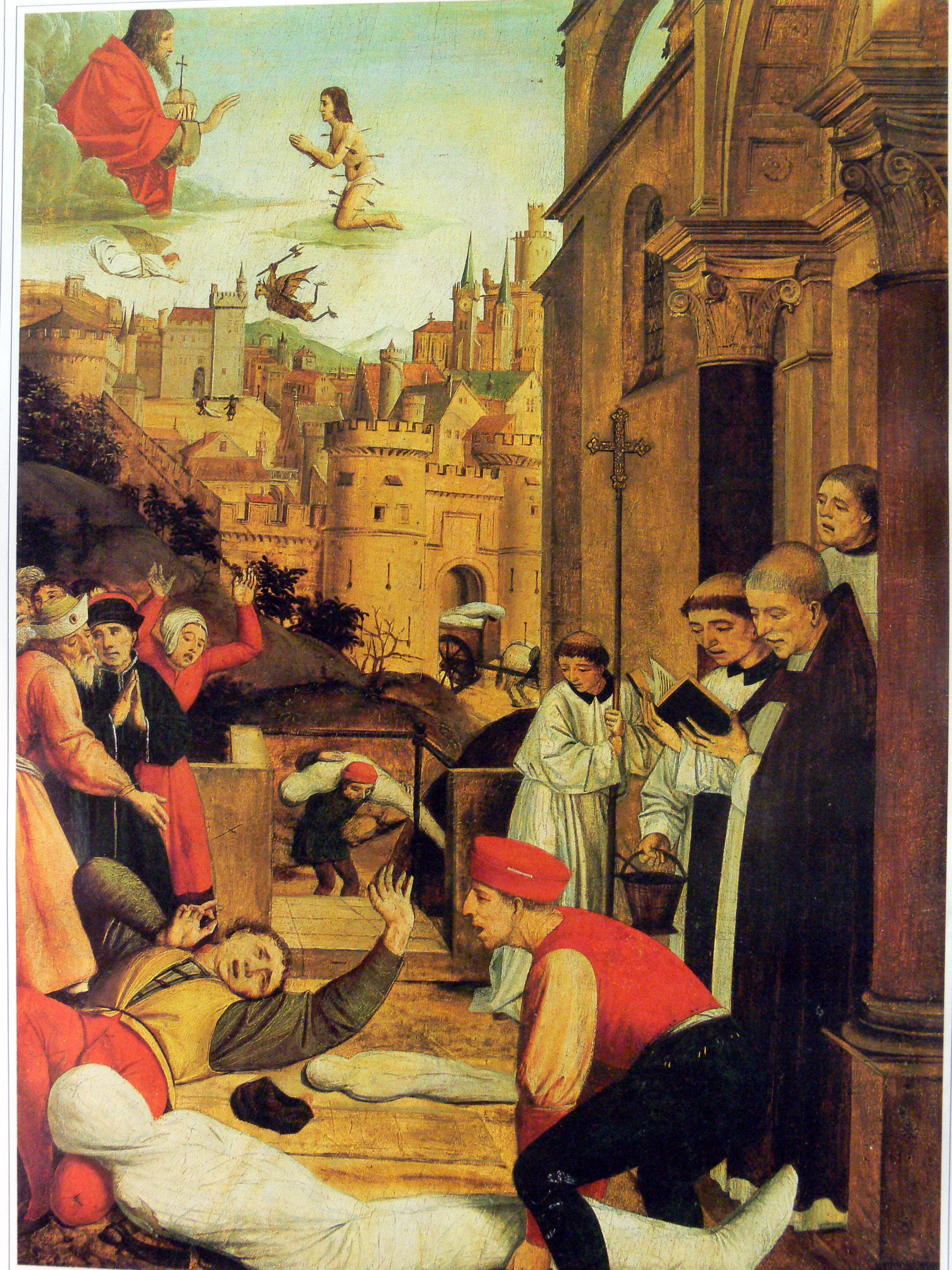
描绘查士丁尼大瘟疫的绘画

查士丁尼大瘟疫（英语：Plague of Justinian）是公元541至549年影響了整個地中海盆地、歐洲和近東地區，特別是東羅馬帝國和它的死敵薩珊波斯帝國的一場腺鼠疫瘟疫。這場大瘟疫以時任東羅馬皇帝查士丁尼一世的名字命名。根據他的宮廷歷史學家普羅科匹厄斯的說法，查士丁尼感染了這種疾病但於542年康復，當時正值疫情最嚴重時期，帝國首都君士坦丁堡約五分之一的人口死亡。 
這是第一次鼠疫大流行的开端，也是人類歷史上致死人數最多的流行病之一。
大瘟疫分為五次爆发：公元541-544、557-558、572-574、590及599。其中第一次爆发导致了帝國1/3總人口病死，人口數由约4000万下降到2600万，單是首都君士坦丁堡就已病死了40%居民。547-548年輪到牲畜爆發瘟疫，畜牧业受到致命打击。
查士丁尼大瘟疫中，据估計使全世界有2500万-1亿人病死，於541年至700年间的欧洲人口因此减少约50%，同時亦可能為阿拉伯人不費吹灰之力就能於地中海南岸征服大片土地的原因之一。